# 첸초 겔첸
첸초 겔첸(종카어: ཅི་ཅི་ཇེ་ལསེན་, 영어: Chencho Gyeltshen, 1996년 5월 10일 ~ )은 네팔 슈퍼리그의 랄릿푸르 시티에서 공격수로 활동 중인 부탄의 축구 선수로 "부탄의 호날두"라는 별명을 갖고 있는 부탄 대표팀의 유일한 스타 플레이어이자 부탄 대표팀의 주장이며 현재 부탄 축구 대표팀 역사상 국제 A매치 최다 출장 및 최다 득점 기록 보유자이기도 하다.

## 클럽 경력

### 부탄 리그
2008년 12세의 어린 나이에 이진 FC에서 프로 선수 생활을 시작하여 2014년까지 활동하는 동안 부탄 슈퍼리그 4회 우승(2008, 2010, 2011, 2013) 및 1회 준우승(2009), 2012-13 시즌 부탄 프리미어리그 우승, 2013년 부탄 킹스컵 준우승 등에 이바지했고 2014년에는 드룩 유나이티드의 주장을 맡아 팀의 부탄 슈퍼리그와 부탄 프리미어리그 동시 우승에 공헌했다.
2015년에는 팀부 FC 소속으로 리그 10경기 20골의 폭발적인 득점력으로 득점왕을 차지하며 팀의 부탄 슈퍼리그 준우승을 이끌었고 2016년에도 리그 10경기 15골로 2년 연속 부탄 슈퍼리그 득점왕에 오르며 팀의 2연속 준우승에 공헌했으며 2017년에는 팀부 시티 소속으로 부탄 슈퍼리그 14경기 22골, 부탄 프리미어리그 10경기 19골을 터뜨리며 부탄 슈퍼리그와 부탄 프리미어리그 동시 우승을 이끌었다.

### 해외 리그
2022년에는 고향팀인 파로 FC 소속으로 리그 18경기 11골·득점 랭킹 3위의 매서운 득점력을 과시하며 팀의 부탄 프리미어리그 통산 3번째 우승을 이끌었고 이외에도 인도 I리그의 펀자브 FC, 인도 슈퍼리그의 벵갈루루 FC와 케랄라 블래스터스, 네팔 마터스 메모리얼 A 디비전 리그의 마친드라 FC, 방글라데시 프리미어리그의 치타공 아바하니 리미티드 등에서 활동하며 치타공의 2016 시즌 리그 준우승, 펀자브 FC의 2017-18 시즌과 2022-23 시즌 I리그 우승, 벵갈루루 FC의 2018-19 시즌 인도 슈퍼리그 우승, 케랄라 블래스터스의 2021-22 시즌 인도 슈퍼리그 준우승 등에 일조했다.
그 뒤 2023-24 시즌을 앞둔 2023년 8월 1일 인도네시아 리가 2의 스리위자야 FC로 이적하면서 부탄 선수로는 최초로 인도네시아 리그에 진출했고 1달 뒤에 열린 사다 사뭇과의 경기에서 인도네시아 리그 데뷔골을 터뜨리며 팀의 2-0 승리를 이끄는 등 2023-24 시즌 리그 17경기 6골로 팀의 2부 리그 잔류에 일조했다.
2023-24 시즌을 마친 뒤 팀부 시티 이적을 통해 2017 시즌 이후 무려 7년만에 친정팀으로 복귀했다가 2024-25 시즌을 앞두고 스리위자야 FC로 복귀하여 페르시카보 1973과의 리그 경기에서 포트트릭을 작성하며 팀의 5-1 대승을 이끌었다.
그 후 같은 인도네시아 리가 2의 PSKC 시마히 소속으로 8경기 3골을 기록하는 등 인도네시아 리그에서만 36경기 14골의 준수한 성적을 남긴 뒤 2025 시즌을 앞두고 네팔 슈퍼리그 디펜딩 챔피언 랄릿푸르 시티로 이적을 확정지었다. 

## 국가대표팀 경력

### 부탄 A대표팀
2011년 3월 19일 14세의 어린 나이에 부탄 성인대표팀 소속으로 네팔과의 친선 경기에서 국제 A매치 데뷔전을 치르자마자 A매치 데뷔골을 터뜨렸고 2018년 FIFA 월드컵 아시아 지역 1차 예선 당시 유일한 프로 선수였으며 부탄 대표팀이 원정 경기를 치를 비용이 없던 찰나 국제 축구 연맹의 지원 덕분에 월드컵 지역 예선을 치를 수 있었다.
그리고 같은 남아시아팀인 스리랑카와의 1차 예선 2차전에서 멀티골을 작렬시키며 부탄 축구 역사상 첫 월드컵 2차 예선 진출이라는 새 역사를 만들어낸 뒤 또 하나의 같은 남아시아팀인 방글라데시와의 2019년 AFC 아시안컵 예선 플레이오프 2라운드 2차전에서도 멀티골을 터뜨려 부탄의 14년만의 아시안컵 최종 예선 진출의 기적을 선사하면서 부탄 대표팀의 에이스다운 면모를 선보였다.
그리고 2023년 10월 17일 자국에서 열린 홍콩과의 2026년 FIFA 월드컵 아시아 지역 1차 예선 2차전에서 선제골을 터뜨리며 2-0 완승과 함께 8년만의 아시안컵 최종 예선 진출을 이끌었다.

### 부탄 U-23 대표팀
2019년 남아시아 경기 대회에 부탄 U-23 대표팀으로 출전하여 이 대회에서 2골을 터뜨리는 맹활약으로 부탄의 남아시아 경기 대회 은메달 획득이자 역사상 첫 국제 대회 준우승을 이끌었다.

## 수상

### 클럽
이진 FC
- 부탄 슈퍼리그 : 우승 (2008, 2010, 2011, 2013), 준우승 (2009)
- 부탄 프리미어리그 : 우승 (2012-13), 준우승 (2013)
- 부탄 킹스컵 : 준우승 (2013)

드룩 유나이티드
- 부탄 슈퍼리그 : 우승 (2014)
- 부탄 프리미어리그 : 우승 (2014)

팀부 FC
- 부탄 프리미어리그 : 준우승 (2016)

 치타공 아바하니 리미티드
- 방글라데시 프리미어리그 : 준우승 (2016)

팀부 시티
- 부탄 슈퍼리그 : 우승 (2017)
- 부탄 프리미어리그 : 우승 (2017)

 펀자브 FC
- 인도 I리그 : 우승 (2017-18, 2022-23), 4위 (2020-21)

 케랄라 블래스터스
- 인도 슈퍼리그 : 준우승 (2021-22)

파로 FC
- 부탄 프리미어리그 : 우승 (2022), 3위 (2020)

### 국가대표팀
부탄 U-23
- 남아시아 경기 대회 : 은메달 (2019)

### 개인
- 부탄 프리미어리그 득점왕 : 2016
- 인도 I리그 최우수 공격수 : 2017-18